# باو يوتشياو
باو يوتشياو (الصينية التقليدية: 鮑岳橋، الصينية المبسطة: 鲍岳桥، بينيين: Bào Yuèqiáo)، مبرمج كمبيوتر متميز، ورجل أعمال، ولاعب غو. وهو المؤسس المشارك والرئيس الحالي لشركة بكين اورغيم لتكنولوجيا الكومبيوتر المحدودة.

## سيرته الشخصية
ولد عام 1967 في يوياو، نينغبو، مقاطعة تشجيانغ، وتخرج من قسم الرياضيات في جامعة تشجيانغ في عام 1989.
بعد التخرج، عمل خلال الفترة 1989-1993 كمبرمج كمبيوتر في مركز التحكم في الكمبيوتر، في مصنع المطاط في هانغتشو، وهي مؤسسة مملوكة للدولة.
ثم ذهب إلى بكين، وأصبح كبير المهندسين في شركة بكين هوب للحواسيب، وعمل هناك في الفترة 1993-1998. خلال هذه الفترة الزمنية، احتفظ أيضًا بعمله في البرمجة في قسم البرامج في نفس الشركة، وقام بتطوير أنظمة PTDOS وUCDOS الصينية.
في عام 1998، غادر شركة بكين هوب للحواسيب، وأسس شركة بكين اورغيم لتكنولوجيا الكومبيوتر المحدودة مع جيان جين. يشغل حاليًا منصب رئيس الشركة. قبل يناير 2007، كان أيضًا الرئيس التنفيذي للشركة.
قام باو أيضا بتطوير شركة بكين غلوبال لينك لتكنولوجيا الحاسوب. حيث اندمجت مع شركة بكين اورغيم لتكنولوجيا الكومبيوتر المحدودة. ويعتبر أكبر موقع ويب أو منصة للألعاب عبر الإنترنت في الصين. وفقًا لمسح، من المحتمل أيضًا أن تكون أكبر منصة ألعاب على الإنترنت في العالم، ويرجع ذلك لان المنصة تحوي 80 مليون لاعب مسجل، ومليون عضو رسمي، ونصف مليون عبر الإنترنت في نفس الوقت في بداية عام 2003. 

## الأوسمة والجوائز
- لقب مهندس أول من الأكاديمية الصينية للعلوم
- جائزة العالم الشاب من الأكاديمية الصينية للعلوم
- أفضل 10 أشخاص في مجال تكنولوجيا المعلومات في عام 2001 في الصين

## روابط خارجية
- ChinaVitae، سيرة باو (الإنجليزية)
- مقدمة من OurGame.com (الإنجليزية)
- مدونة باو الشخصية في Sohu.com (الصينية)
- باو في المالية Sina.com (الصينية)
- باو في التكنولوجيا Sina.com (صيني)